# Ștefănești (Argeș)
Ștefănești ist eine Stadt im Kreis Argeș in der historischen Region Große Walachei in Rumänien. 

## Lage
Ștefănești liegt im südlichen Vorland der Südkarpaten. Die Kreishauptstadt Pitești befindet sich etwa 6 Kilometer westlich.

## Geschichte
Der lange Zeit ländlich geprägte Ort – der bis zum 19. Jahrhundert Florica hieß – war im 19. und 20. Jahrhundert Sitz der Familie Brătianu, aus der mehrere Politiker und andere bedeutende Persönlichkeiten hervorgingen. Ștefănești entwickelte sich durch die Ausdehnung der nahe gelegenen Stadt Pitești zu deren Vorort. 2004 wurde Ștefănești zur Stadt erklärt.
Die Landwirtschaft (u. a. Weinbau) und der Handel sind die wichtigsten Wirtschaftszweige der Stadt. Daneben gibt es einige kleinere Industriebetriebe.

## Bevölkerung
Bei der Volkszählung 2002 wurden in Ștefănești 12.983 Einwohner registriert, darunter 12.607 Rumänen und 356 Roma.

## Verkehr
Der Bahnhof Golești ist ein wichtiger Eisenbahnknotenpunkt im Süden Rumäniens; von hier fahren Fernverkehrszüge nach Bukarest, Pitești und Câmpulung. Auf der Strecke nach Câmpulung befindet sich der Bahnhof Ștefănești Argeș. Dort verkehren derzeit (2008) ca. fünf Zugpaare täglich. Von Bedeutung ist außerdem der Busverkehr (regelmäßige Verbindungen nach Pitești). Durch die Stadt verläuft die Nationalstraße DN7 von Bukarest nach Nădlac. Die rumänische Autobahn A1 verläuft etwa 3 Kilometer (Luftlinie) südlich von Ștefănești.

## Sehenswürdigkeiten
- Weinbau- und Obstbaumuseum im eingemeindeten Ort Golești
- Gedenkhaus für Liviu Rebreanu im eingemeindeten Ort Valea Mare-Podgoria
- Kirche „Heilige Dreieinigkeit“ (1646) in Golești
- Herrenhaus der Familie Brătianu

## Persönlichkeiten
- Ion C. Brătianu (1821–1891), Ministerpräsident Rumäniens, gestorben in Ștefănești
- Ion I. C. Brătianu (1864–1927), Ministerpräsident Rumäniens, geboren in Ștefănești
- Florentin Nicolae (* 1981), Skirennfahrer, geboren in Ștefănești
- Liviu Rebreanu (1885–1944), Schriftsteller, gestorben im Ortsteil Valea Mare